# Lucas Wilchez
Lucas Daniel Wilchez (n. 31 de agosto de 1983 en La Plata, Provincia de Buenos Aires) es un futbolista argentino que juega de mediocampista izquierdo o mediapunta en el S.F.P Gonnet de la Liga Amateur Platense de Argentina. 
Wilchez comenzó su carrera en Estudiantes de la Plata el año 2002, siendo cedido a clubes como San Martín de San Juan, Tigre y Talleres de Córdoba en diferentes temporadas, por lo que quiere decir él siempre fue poco considerado en el equipo estudiantil.
En agosto de 2009, tuvo la oportunidad de jugar en Europa con el Asteras Tripolis griego dirigido por su compatriota Mario Gómez. En aquel club Wilchez fue un jugador crucial, por lo que sorprendieron a la prensa y a la hinchada sus habilidades.
Tras vencer su préstamo con Asteras, Wilchez fue nuevamente cedido, solo que ahora en Colo-Colo de la primera división de Chile. Eso sí, él llegó en un momento muy complejo del club en donde se despidieron a técnicos como Américo Gallego y Diego Cagna por resultados irregulares. Además, disputó un partido frente a la selección de Malí en la cual anotó un gol.
A mediados de 2013, emprendió la vuelta hacia Victoria, luego de su notable rendimiento entre 2005 y 2007. Los goles de Lucas Wilchez traen suerte a su actual club: cuando él anotó, Tigre siempre ganó y nunca recibió goles. Lleva 7 en el Matador, en 94 partidos.

## Trayectoria

### Estudiantes de la Plata
Wilchez se inició en las inferiores del modesto equipo Defensores de Cambaceres durante su juventud, para luego pasar a jugar de forma profesional por Estudiantes de la Plata en 2004. A mediados de año, Wilchez fue cedido a San Martín de San Juan de la Segunda división de Argentina, estando hasta junio de 2005 en dicho club. Posteriormente, el jugador se fue nuevamente a préstamo, ahora al Club Atlético Tigre del Torneo Nacional B. Junto con Tigre consiguió el ascenso a la Segunda División tras ganar el Torneo de Clausura. 
Después de haber jugado dos temporadas con Tigre, ahora ascendido a la Primera División Argentina, el técnico de Estudiantes durante junio de 2007: Diego Simeone, se fijó en Wilchez y lo hizo jugar la Copa Sudamericana 2007 y el torneo nacional, se mantuvo hasta mediados de 2008, ahora con [Roberto Sensini
], quien reemplazó a Simeone tras aceptar una oferta de River Plate, club con el cual salió campeón del Torneo Clausura 2008, siendo su club Estudiantes el subcampeón de aquel torneo debajo exactamente del club de su extécnico, River Plate.
En junio de 2008, Wilchez tuvo la opción de continuar su carrera en el Asteras Tripolis griego, pero fue enviado a préstamo a Talleres de Córdoba por Estudiantes.

### Asteras Tripolis
Después de haber tenido una desastrosa temporada con Talleres y haber descendido, Wilchez completó su cesión al Asteras Tripolis que ya lo pretendió el mercado de transferencias de invierno de 2008. El jugador llegó a un acuerdo de una temporada con el elenco dirigido por su compatriota Mario Gómez. Wilchez debutó el día 23 de agosto de 2009, en un empate 0–0 en condición de local con el Larissa. 
Tras la salida de Gómez y la llegada del estratega Vangelis Vlachos, él tuvo una participación aún más activa el equipo, siendo la más importante en el vital empate 1–1 contra el Panathinaikos en donde le dio pase gol a su compañero Udoji Chigozie en la ventaja parcial de 1–0 en ese momento. 
El 23 de febrero de 2010, él anotó los dos goles de su equipo con el cual derrotó al Panionios de Atenas por 2–0, el primer gol fue de un cabezazo realmente impresionante pese a su baja estatura y el segundo fue una jugada en donde eludió de forma magistral al arquero rival, además de terminar el encuentro con la ovación de los hinchas.

### Colo-Colo

#### Temporada 2010
Tras su participación en Europa, se rumoreó que Wilchez estaría cerca de fichar por Colo-Colo, ya que nuevo técnico del cacique Diego Cagna lo pidió a la directiva. Tras llegar a un acuerdo con Estudiantes por la cesión de Wilchez hasta mediados de 2011. El 18 de junio de 2010 el jugador fue oficialmente presentado durante una conferencia de prensa, en la cual durante aquella Wilchez afirmó: "en Argentina se ve mucho a Colo-Colo, sé que es un grande de Sudamérica y cuando me surgió la opción no lo dude. Por suerte se llegó a un acuerdo rápido y ya soy jugador de Colo-Colo”.
Wilchez debutó en un amistoso disputado en Antofagasta contra el Olimpia de Asunción paraguayo el día 7 de julio de 2010, que Colo-Colo ganó en la tanda de penales tras empatar 2–2. En su debut tuvo una sobresaliente participación y una gran actividad de juego, juntándose con el colombiano Macnelly Torres y haciendo grandes jugadas colectivas, cabe destacar que en los dos goles colocolinos Wilchez tuvo gran participación tras el mismo número de grandes habilitaciones.
El 14 de julio de 2010, Wilchez debutó oficialmente por Colo-Colo en un partido que su equipo ganó por 2–0 a Everton gracias a dos goles de Esteban Paredes. El 1 de agosto, Wilchez hizo su primer gol en Chile, en una victoria 5–2 de Colo-Colo, en la cual el argentino después de un bello zurdazo la clavó al primer palo del arquero Jaime Bravo, siendo incluso elegido el jugador del partido y para más remate su gol fue elegido el mejor de la semana según la prensa deportiva. Una fecha más tarde volvería a macar contra Santiago Wanderers el único gol del partido tras un excelente cabezazo de Ezequiel Miralles que se estrelló en el poste para que luego Wilchez aprovechara el rebote al minuto 64. Después de que Colo-Colo enredara puntos en las últimas fechas, dejó escapar el título del torneo ganado por Universidad Católica con una ventaja de siete puntos a falta de la misma cantidad de partidos.

#### Temporada 2011

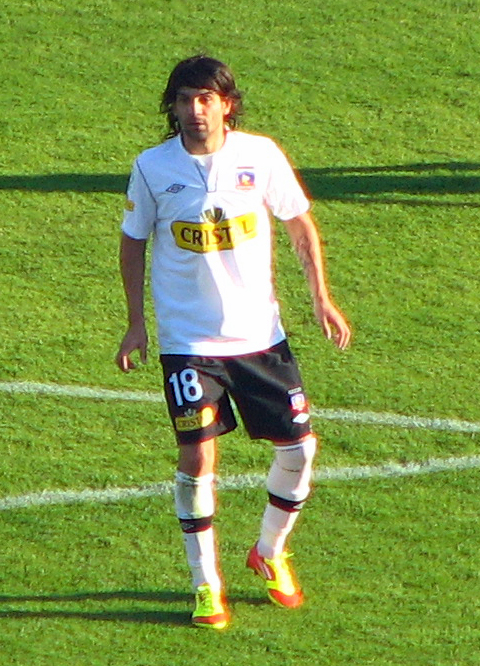
Lucas Wilchez jugando por Colo-Colo

Colo-Colo comenzó su pretemporada en Puerto Madero en donde se enfrentó a Deportes La Serena y perdió por la cuenta mínima en condición de visitante. El club tuvo una pretemporada e inicio de campeonato muy caótico que costó con la salida del técnico Diego Cagna tras perder en su último partido por 5–1 contra la Universidad de Concepción en condición de local. Tras la abrupta salida de Cagna y el posterior interinato de Luis Pérez, arribó Américo Gallego, quien utilizó a Wilchez como mediocampista izquierdo a diferencia de Cagna y Pérez quienes lo utilizaban como mediocampista central. El primer gol en la temporada para Wilchez fue en una victoria 4–2 sobre el Deportivo Táchira por la fase de grupos de la Copa Libertadores. Bajo la dirección técnica de Gallego, Lucas fue un jugador frecuente en la oncena del "Tolo", anotando dos goles en el Torneo Apertura 2011 contra Unión La Calera y La Serena. Sin embargo, el equipo no haría mucho ya que en los cuartos de finales de playoffs fue eliminado por Católica.
Después de un complicado primer semestre, era muy probable que Wilchez volviera al fútbol argentino ya que el club "pincharrata" lo tenía en sus planes para el Apertura Argentino 2011, sin embargo, Colo-Colo pago los US$ 750.000 que correspondían pagar a Estudiantes por los servicios del jugador, por lo que Wilchez firmó por tres temporadas más en los albos. En el Clausura, ahora con la salida de Gallego, nuevo interinato de Pérez y posterior llegada de Ivo Basay, el equipo mejoró rendimiento y comenzó a ser mejor visto por la gente. Su primer gol en este torneo fue contra Ñublense en la última fecha de la fase regular, después de un gran remate de larga distancia contó con la complicidad del meta Diego Fuentes, quien tuvo una muy floja reacción. Después de este partido, Wilchez expresó su deseo de que el archirrival de Colo-Colo, Universidad de Chile perdiera contra el Vasco da Gama por las semifinales de la Copa Sudamericana, recurriendo a comentarios muy irónicos durante la conferencia de prensa que dio, los cuales cayeron muy mal en los hinchas azules.
El 3 de diciembre de 2011, Wilchez tuvo una muy buena actuación contra La Serena en el Estadio La Portada válido por los cuartos de final de los playoffs, anotando dos goles y asistiendo a Roberto Gutiérrez para el quinto gol tras un magistral centro por izquierda en un partido que Colo-Colo ganó por 6–2 a los granates.
Wilchez permaneció durante el primer semestre de 2012 en el elenco chileno, que cuajó una pésima campaña en el Torneo de Apertura, en que comenzó siendo dirigido por Ivo Basay y terminó nuevamente bajo las órdenes del interino Luis Pérez. Wilchez participó de los partidos en que Colo Colo fue goleado por su archirrival la Universidad de Chile (5-0 en fase regular y 4-0 en playoffs), y fue muy criticado en los medios y redes sociales por mofarse de la "U" por su eliminación de Copa Libertadores mostrando un papel que decía: "Seguí participando".
El 6 de julio de 2012 se confirma su cesión al Real Zaragoza.
Un año después, tras cumplir su única temporada en el Real Zaragoza, el 9 de julio de 2013  Colo-Colo decide poner fin al contrato que mantenía con Wilchez, quien regresa a Argentina para jugar en Tigre.

## Clubes
| Club                    | País      | Año         | PJ | Goles |
| ----------------------- | --------- | ----------- | -- | ----- |
| Estudiantes LP          | Argentina | 2004        | 0  | 0     |
| San Martín SJ (cedido)  | Argentina | 2004 - 2005 | 26 | 1     |
| Tigre (cedido)          | Argentina | 2005 - 2007 | 57 | 4     |
| Estudiantes LP          | Argentina | 2007 - 2008 | 17 | 0     |
| Talleres Cba            | Argentina | 2008 - 2009 | 28 | 3     |
| Asteras Tripolis        | Grecia    | 2009 - 2010 | 26 | 2     |
| Colo-Colo               | Chile     | 2010 - 2012 | 75 | 9     |
| Real Zaragoza (cedido)  | España    | 2012        | 9  | 0     |
| Tigre                   | Argentina | 2013 - 2016 | 86 | 6     |
| Arsenal                 | Argentina | 2017        | 28 | 3     |
| Club Atlético Temperley | Argentina | 2018 - 2019 | 5  | 2     |
| Almagro                 | Argentina | 2019 - 2020 |    |       |
| Unión San Felipe        | Chile     | 2020 - 2021 |    |       |

|1

## Palmarés

### Logros
| Ascenso   | Club  | Sede         | Año  |
| --------- | ----- | ------------ | ---- |
| Promoción | Tigre | Buenos Aires | 2007 |

| Torneo          | Club  | Sede     | Año  |
| --------------- | ----- | -------- | ---- |
| Torneo Reducido | Tigre | Victoria | 2007 |